# Oued Zenati

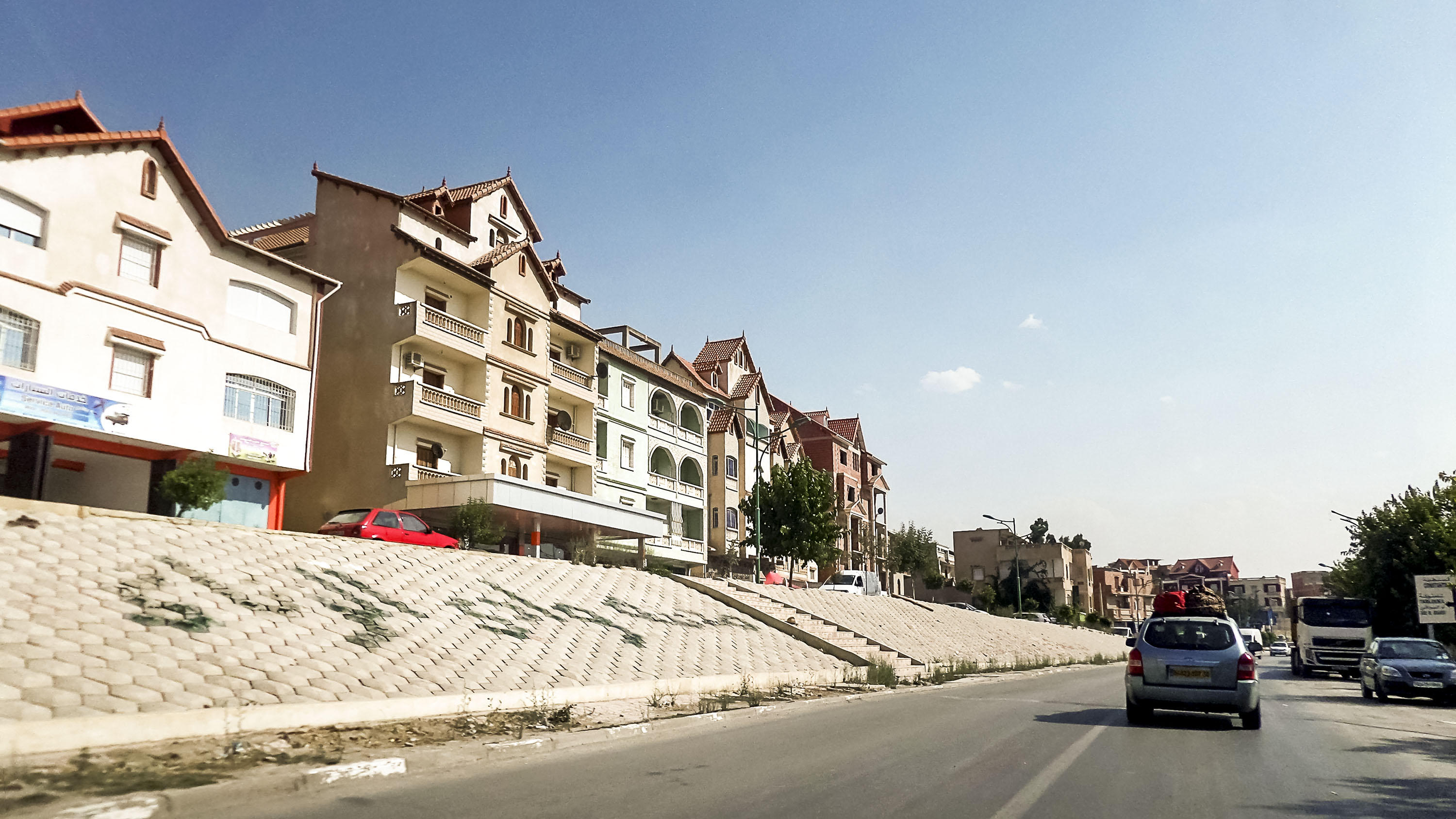
Oued Zenati (2016)

Oued Zenati (arabisch: وادي زناتي) ist eine algerische Stadt in der Provinz Guelma mit 32.870 Einwohnern. (Stand: 1998)

## Geographie
Oued Zenati wird umgeben von Bou Hamdane im Norden, von Guelma im Nordosten und von Tamlouka im Süden.